# Rolf Faber

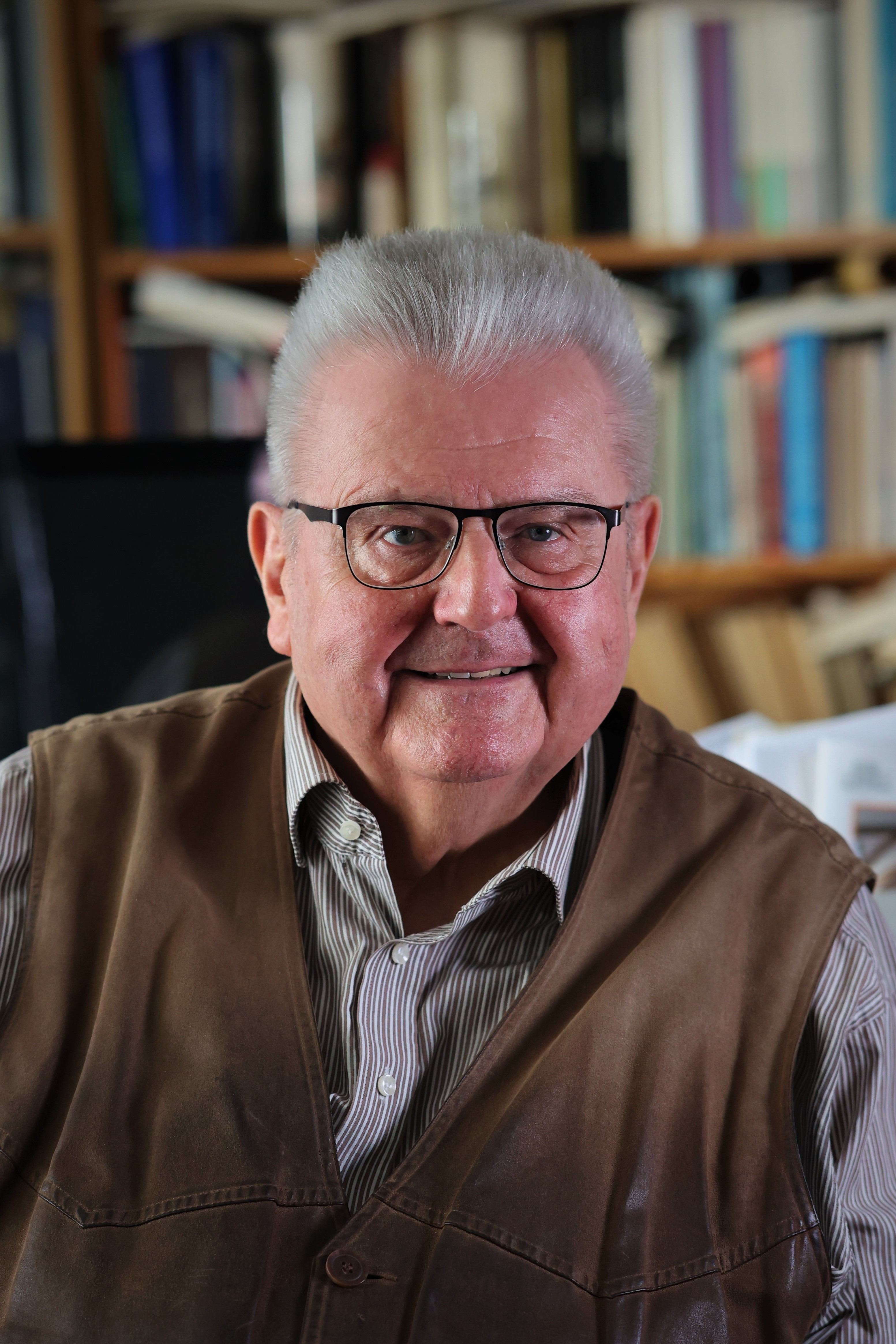
Rolf Faber

Rolf Faber (* 16. November 1946 in Wiesbaden-Biebrich) ist ein deutscher Jurist, Historiker und Heimatforscher.

## Leben
Faber studierte Rechtswissenschaft an der Johannes-Gutenberg-Universität Mainz, an der er 1990 promoviert wurde. Er war Richter am Landgericht Wiesbaden. 1991 ging er nach Erfurt, um nach der politischen Wende den Aufbau der Justizverwaltung in Thüringen zu unterstützen. Zuletzt war er Leitender Ministerialrat im Thüringer Justizministerium.
Seit 1970 veröffentlichte er zahlreiche Beiträge zur Wiesbadener Stadt- und Biebricher Ortsgeschichte. 1974 legte er anlässlich der 1100-Jahr-Feier eine Ortschronik für Biebrich vor, 1991 zur 1000-Jahr-Feier eine Chronik für Mosbach. Außerdem schrieb er zur nassauischen Landes- und Rechtsgeschichte.
1982 wurde er in die Historische Kommission für Nassau aufgenommen und dort 2009 Mitglied des Vorstands. Seit 2009 ist er zudem Vorsitzender des Vereins für Nassauische Altertumskunde und Geschichtsforschung und seit 2010 Mitglied der Kommission für die Geschichte der Juden in Hessen.

## Auszeichnungen
- Bürgermedaille in Bronze der Landeshauptstadt Wiesbaden (1983)
- Ehrenbrief des Landes Hessen (1983)
- Ehrenkreuz der Bundeswehr in Gold (1992)
- Bundesverdienstmedaille der Bundesrepublik Deutschland (1996)
- Bürgermedaille in Gold der Landeshauptstadt Wiesbaden (2007)
- Verdienstkreuz am Bande[1] der Bundesrepublik Deutschland (2012)
- Ritter des luxemburgischen Militär- und Zivildienst-Ordens Adolph von Nassau (2013)
- Hessischer Verdienstorden 2022[2]

## Schriften (Auswahl)
- „Bist am Rhein und Mayn gewesen, auch am Hof zu Bieberich...“ Veröffentlichungen 1969–2021, Wiesbaden-Biebrich 2021, 128 S.
- Biebricher und Mosbacher Geschichte(n), Wiesbaden 2017, 286 S.
- mit K. Rösch: Wiesbadens jüdische Juristen. Leben und Schicksal von 65 jüdischen Rechtsanwälten, Notaren, Richtern, Referendaren, Beamten und Angestellten, Wiesbaden 2011, 224 S.
- Seligman Baer (1825–1897). Neue Erkenntnisse zu Leben und Werk des jüdischen Gelehrten aus Wiesbaden-Biebrich, Wiesbaden-Biebrich 2002, 56 S.
- Salomon Herxheimer. 1801–1884. Ein Rabbiner zwischen Tradition und Emanzipation. Leben und Wirken eines fast vergessenen Dotzheimers, Wiesbaden 2001, 94 S.
- Goethe in Wiesbaden und Weimar, Biebrich am Rhein 1997, 60 S.
- (Hrsg.) Das Regierungsgebäude zu Wiesbaden. Ein Beitrag zu seinem 150jährigen Bestehen. 1843–1993, Schellenberg, Taunusstein 1993, 140 S.
- Moskenbach – Biebrich – Mosbach. 991–1991. Chronik, Wiesbaden-Biebrich 1991, 120 S.
- Die Bemühungen im Herzogtum Nassau um die Einführung von Mündlichkeit und Öffentlichkeit im Zivilprozessverfahren. 1806–1866, Frankfurt am Main 1990 (zugleich: Dissertation, Univ. Mainz).
- Erfrischt und verjüngt. Goethes Reisen nach Wiesbaden 1814 und 1815, Wiesbaden 1989, 31 S.
- Herzogtum Nassau 1806–1866. Gründung, Entwicklung, Regenten, Verlag Kultur und Wissen, Wiesbaden 1982, 112 S.
- Dotzheim in Vergangenheit und Gegenwart, Heimat- und Verschönerungsverein Dotzheim, Wiesbaden-Dotzheim 1981, 24 S.